# Delphinium oreophilum
Delphinium oreophilum är en ranunkelväxtart som beskrevs av Ernst Huth. Delphinium oreophilum ingår i släktet storriddarsporrar, och familjen ranunkelväxter. Inga underarter finns listade i Catalogue of Life.